# 212 Dywizja Piechoty (III Rzesza)
212 Dywizja Piechoty (niem. 212. Infanterie-Division) – niemiecka dywizja z czasów II wojny światowej, sformowana przez dowództwo Landwehry w Monachium na mocy rozkazu z 26 sierpnia 1939 roku, w 3. fali mobilizacyjnej w VII Okręgu Wojskowym. Wzięła udział w kampanii francuskiej i w latach 1941–1944 walczyła na północnym odcinku frontu wschodniego. Podczas odwrotu przez Litwę została rozbita jesienią 1944 r. Dywizję zreorganizowano i przekształcono w 212 Dywizję Grenadierów Ludowych (212. Volks-Grenadier-Division). Pozostałą część wojny walczyła na froncie zachodnim biorąc udział m.in. w operacji ardeńskiej. Jej resztki kapitulowały przed Amerykanami w maju 1945 r. pod Baumholder.

## Struktura organizacyjna
- Struktura organizacyjna w sierpniu 1939 roku:

316., 320. i 423. pułk piechoty, 212. pułk artylerii, 212. batalion pionierów, 212. oddział przeciwpancerny, 212. oddział łączności;
- Struktura organizacyjna w marcu 1941 roku:

316., 320. i 423. pułk piechoty, 212. pułk artylerii, 212. batalion pionierów, 212. oddział przeciwpancerny, 212. oddział łączności;
- Struktura organizacyjna w październiku 1943 roku:

316., 320. i 423. pułk grenadierów, 212. pułk artylerii, 212. batalion pionierów, 212. dywizyjny batalion fizylierów, 212. oddział przeciwpancerny, 212. oddział łączności, 212. polowy batalion zapasowy;
- Struktura organizacyjna we wrześniu 1944 roku:

316., 320. i 423. pułk grenadierów, 212. pułk artylerii, 212. batalion pionierów, 212. dywizyjny batalion fizylierów, 212. oddział przeciwpancerny, 212. oddział łączności, 212. polowy batalion zapasowy;

## Dowódcy dywizji
- Generalmajor Walter Friedrichs 26 VIII 1939 – 15 IX 1939;
- General Theodor Endres 15 IX 1939 – 1 X 1942;
- Generalleutnant Hellmuth Reymann 1 X 1942 – 1 X 1943;
- Generalmajor Dr  Karl Koske 1 X 1943 – 1 V 1944;
- Generalleutnant Franz Sensfuß 1 V 1944 – 15 IX 1944;
- Generalleutnant Franz Sensfuß X 1944 - 1 IV 1945;
- Generalmajor Max Ulich 1 IV1945 - 21 IV1945;
- Generalmajor Jobst Freiherr von Buddenbrock 21 IV 1945 - 8 V 1945;